# Anadara nux
Anadara nux – gatunek morskiego, osiadłego małża z rodziny arkowatych (Arcidae).
Muszla o wymiarach: długość 2,0 cm, wysokość 1,8 cm, średnica 1,6 cm. Żyje na głębokości od 4 metrów do 73 metrów. Odżywia się planktonem.
Występuje od Zatoki Kalifornijskiej po Peru.